# 神田大介
神田 大介（かんだ だいすけ、1978年4月30日 - ）は、埼玉県越谷市出身の元プロ野球選手（投手、右投両打）、現在はプロゴルファー。

## 来歴・人物
小学5年の時に野球を始める。
花咲徳栄高校では投手育成に定評のある稲垣人司監督の指導を受けて、速球派投手として注目された。高校3年の夏はベスト8止まり。1996年のドラフト5位指名で横浜ベイスターズに入団。下位指名ながら、140km/h代後半のストレートと切れのいいスライダーを武器に、2000年・2001年にはそれぞれ一軍で2勝ずつあげる。球種は他にもナックルボールを持っていた。しかし、2001年のシーズン開始前に肩を故障し、更には呼吸器系の病気を患ったことで、同年の復帰時には球速が130m/h台に落ちていた。2002年に24歳で現役引退。
引退後はシステムエンジニアを経て、プロゴルファーに転身。オーストラリアでの1年間のゴルフ留学を経て、2013年にはPGAプロテストに合格した。

## 人物
整った顔立ちで女性ファンが多かった。

## 詳細情報

### 年度別投手成績
| 年 度     | 球 団     | 登 板 | 先 発 | 完 投 | 完 封 | 無 四 球 | 勝 利 | 敗 戦 | セ 丨 ブ | ホ 丨 ル ド | 勝 率 | 打 者 | 投 球 回 | 被 安 打 | 被 本 塁 打 | 与 四 球 | 敬 遠 | 与 死 球 | 奪 三 振 | 暴 投 | ボ 丨 ク | 失 点 | 自 責 点 | 防 御 率 | W H I P |
| --------- | --------- | ----- | ----- | ----- | ----- | -------- | ----- | ----- | -------- | ----------- | ----- | ----- | -------- | -------- | ----------- | -------- | ----- | -------- | -------- | ----- | -------- | ----- | -------- | -------- | ------- |
| 1997      | 横浜      | 2     | 0     | 0     | 0     | 0        | 0     | 0     | 0        | --          | ----  | 16    | 3.0      | 4        | 0           | 3        | 0     | 0        | 3        | 0     | 0        | 5     | 3        | 9.00     | 2.33    |
| 2000      | 横浜      | 13    | 2     | 0     | 0     | 0        | 2     | 0     | 0        | --          | 1.000 | 103   | 26.2     | 18       | 1           | 7        | 0     | 2        | 21       | 0     | 0        | 3     | 3        | 1.01     | 0.94    |
| 2001      | 横浜      | 5     | 1     | 0     | 0     | 0        | 2     | 0     | 0        | --          | 1.000 | 40    | 11.0     | 7        | 2           | 2        | 0     | 0        | 4        | 0     | 0        | 3     | 3        | 2.45     | 0.82    |
| 通算：3年 | 通算：3年 | 20    | 3     | 0     | 0     | 0        | 4     | 0     | 0        | --          | 1.000 | 159   | 40.2     | 29       | 3           | 12       | 0     | 2        | 28       | 0     | 0        | 11    | 9        | 1.99     | 1.01    |

### 記録
- 初登板：1997年10月10日、対阪神タイガース25回戦（阪神甲子園球場）、4回裏に2番手で救援登板、1回2失点（自責点0）
- 初奪三振：1997年10月11日、対阪神タイガース26回戦（阪神甲子園球場）、4回裏に湯舟敏郎から
- 初勝利：2000年8月23日、対中日ドラゴンズ19回戦（ナゴヤドーム）、8回裏に3番手で救援登板、1回無失点
- 初先発：2000年9月28日、対広島東洋カープ27回戦（広島市民球場）、5回1失点
- 初先発勝利：2000年10月8日、対ヤクルトスワローズ26回戦（明治神宮野球場）、5回2/3を無失点

### 背番号
- 47（1997年 - 2002年）